# Ernesto Alday
Ernesto Alday y Redonet fue un ganadero, sindicalista, y político cántabro que participó activamente en la evolución de la industria láctea de Cantabria.
Su padre Alfredo Alday, era dueño de la Colonia Agrícola Polders de Maliaño, y fue uno de los impulsores de la importación de la vaca frisona holandesa, gracias a lo cual, en 1920, Cantabria se convirtió en la principal suministradora de vacas lecheras frisonas en producción de España.
Ante la instalación y progreso de la empresa suiza Nestlé en Cantabria, con el fin de competir con ella y frenar su avance, Ernesto Alday, en 1926, siendo considerado el mayor productor de leche de la provincia, funda la Cooperativa Ganadera Montañesa. Sin embargo, pocos años después, fracasó.
En 1934 abandonó la Asociación Provincial de Ganaderos de Santander, para, en enero de 1935, promover la fundación del centrista Sindicato Montañés de Productores de Leche, la cual se consumaría a finales de año.
Como miembro de dicho sindicato, mantuvo diversas reuniones con Nestlé. Tras recibir acusaciones de estar vendido a la multinacional, dimitió.
En 1936 fue nombrado alcalde de Santander, si bien, pasó a la historia de la Ayuntamiento por ser, su cargo, el que menos ha durado de la historia de la Alcaldía, ya que no llegó a veinticuatro horas.
El 26 de abril de 1948 fue nombrado Presidente de la Real Sociedad de Tenis de Santander, cargo que ostentaría hasta el 1 de agosto de 1957.
Durante su presidencia de la entidad, se recibió la visita del entonces príncipe de España, Juan Carlos de Borbón, y se celebraron las Bodas de Oro de la Sociedad.
Posteriormente, escribiendo distintos artículos en la Revista agropecuaria Agricultura, entre los que destacaron la serie El río blanco en la Montaña.
| Predecesor: Herminio Villegas | Alcalde de Santander 1936 | Sucesor: Elofredo García |